# Jalpaiguri (Stadt)
Jalpaiguri (bengalisch জলপাইগুড়ি Jalapāiguṛi) ist eine Stadt im indischen Bundesstaat Westbengalen.
Jalpaiguri ist Hauptstadt des gleichnamigen Distrikts. Sie liegt am rechten Flussufer der Tista. Die nationale Fernstraße NH 31D führt durch die Stadt.
Beim Zensus 2011 betrug die Einwohnerzahl 107.341.

## Söhne und Töchter der Stadt
- Eveline Peterson (1877–1944), englische Badmintonspielerin
- Madhumita Bisht (* 1964), Badmintonspielerin
- Mimi Chakraborty (* 1989), Schauspielerin, Sängerin und Politikerin
- Swapna Barman (* 1996), Leichtathletin